# Nářek nad zkázou města Ur

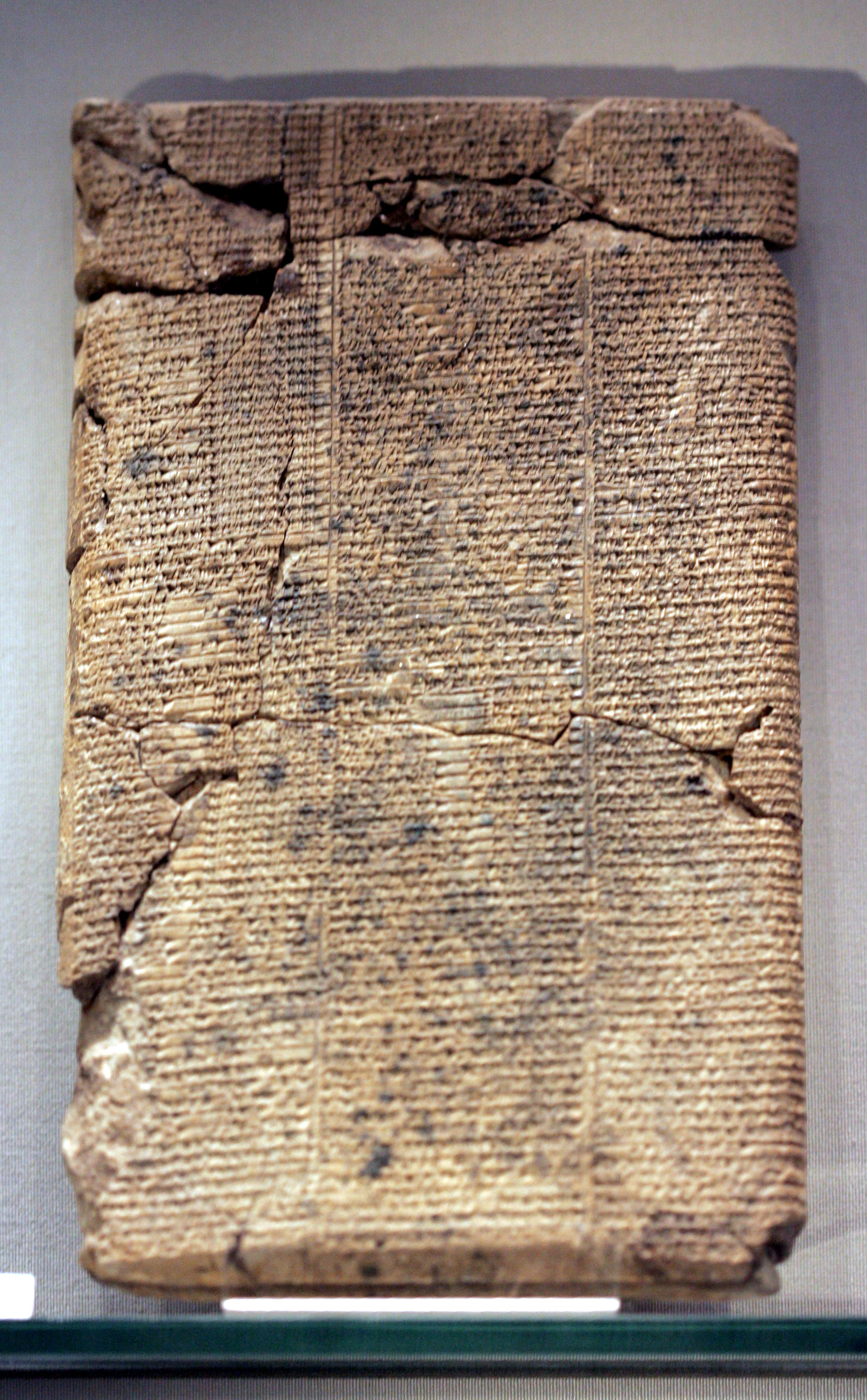
Nářek nad zkázou města Ur

Nářek nad zkázou města Ur je sumerská lamentace (skladba popisující žal, smutek), která vznikla po pádu Uru do rukou Elamu – na konci třetí dynastie Uru (okolo 2000 př. n. l.). Je jedním (možná prvním) z pěti známých mezopotámských „nářků nad městy“ – žalozpěvy nad zničenými městy, z pohledu poručnických bohů (patronů města). V tomto případě je to bohyně Ningal, která pláče nad svým městem a dovolává se boha Enlila, aby zastavil ničivou bouři. Do hlavního tématu (nářku bohyně) je vloženo několik dalších sekcí, pravděpodobně jiného původu a odlišné stavby verše; ty popisují Ur jako město duchů po zkáze, sílu hněvu Enliho bouře a dovolávají se ochrany boha Nanny proti budoucím kalamitám.
Samuel Noah Kramer sestavil 22 oddělených částí do první ucelené edice tohoto žalozpěvu, která byla publikována v roce 1940 (anglicky, vydáno Chicagskou univerzitou jako Lamentation over the Destruction of Ur).
V Čechách toto téma zpracoval hudební skladatel Luboš Fišer ve stejnojmenné skladbě. Ta byla natočena v roce 1970 s recitátory Janem Třískou, Otakarem Brouskem st. a Ladislavem Boháčem (hrálo Sedm hráčů na bicí nástroje, řídil František Belfín. Zpívali Helena Tattermuschová, Karel Berman a Dismanův rozhlasový dětský soubor a Kühnův smíšený sbor, sbormistr Pavel Kühn). 
Dalšími lamentacemi jsou:
- Žalozpěv pro Sumer a Ur
- Žalozpěv pro Nippur
- Žalozpěv pro Eridu
- Žalozpěv pro Uruk

Biblická Kniha Nářků, která popisuje zničení Jeruzaléma Nebukadnesarem II., je tematicky velmi podobná těmto mezopotámským žalozpěvům. 

## Altenativní teorie

### Zecharia Sitchin
Spisovatel pseudohistorických a pseudovědeckých knih Zecharia Sitchin v jedné z nich s názvem "Konec dnů : Armagedon a proroctví návratu: sedmá a závěrečná kniha Kronik Země" nabízí své vysvětlení zkázy sumerských měst, které se navíc překvapivě dobře shoduje časově. Podle tohoto autora se konflikty mezi sumerskými "bohy" (Anunnaki) během 3. tisíciletí př. n. l. vyostřily natolik, že jedna z obou znepřátelených stran sáhla ke krajnímu řešení - použití jaderných zbraní. Tyto zbraně byly nakonec použity v roce 2024 př. n. l. ke zničení "hříšných měst" Sodomy a Gomory (na území dnešní jižní části Mrtvého moře) a také ke zničení kosmodromu na Sinajském poloostrově. Právě atomové exploze nad Sinajským poloostrovem vzhledem k převládajícímu západnímu proudění měly za následek zamoření prakticky celého Sumeru (jižní Mezopotámie) radioaktivním spadem. Charakter zamoření měst přesně odpovídá popisu v "Lamentech", kde se mluví o "zlém větru", "strašné bouři". Pozoruhodné je i to, že města nebyla fyzicky poškozena, "pouze" zpustla - obyvatelstvo dílem vymřelo, dílem uteklo. Města byla dalších několik staletí neobyvatelná, teprve po dlouhé době byla znovu osídlena, ale tentokrát již pod nadvládou Babylónu. Zničení Sumeru bylo tedy podle Sitchina nechtěným a nezamýšleným důsledkem. 